# 咖哩魷魚
咖喱魷魚是香港一種街頭小食，主要材料是咖喱和魷魚。較正宗的咖喱魷魚是以土魷（晒乾了的魷魚）配以咖喱汁快炒而成。
咖喱魷魚於1950年代至1960年代起成為香港街頭小食，當時以咖喱汁煮成的咖哩魚蛋開始普及，有小販便想到將咖喱汁配以魷魚，製成新一款街頭小食，結果受到顧客歡迎。